# نهر هيزل
نهر الهيزل وهو أحد الأنهار التي تمر بمدينة زاخو في محافظة دهوك الواقعة شمال العراق، والذي ينبع من جبال تركيا ويدخل العراق من موضع يسمى سناط، فيفصل حدود تركيا عن حدود العراق ويختلط مع نهر الخابور في محل يسمى درنق، وهو مخفر شرطة يبعد عن شمالي زاخو نحو ستة أميال. وفي الآونة الأخيرة قامت تركيا بقطع مياه نهر الهيزل بعد إقامة سد عليه. ثم عاودت إطلاق المياه فيه ولكن بكميات قليلة بعد أكثر من شهر على قطعها.